# Wenceslao Roces
Wenceslao Roces Suárez (* 3. Februar 1897 in Soto de Sobrescobio, Asturien; † 28. März 1992 in Mexiko-Stadt) war ein spanisch-mexikanischer Jurist, Historiker, Übersetzer und  Politiker der PCE.

## Biografie

### Akademische Stationen
1919 schloss er sein Jurastudium (1913–1919) mit Auszeichnung an der Universität Oviedo ab, ein Jahr später promovierte er an der Zentraluniversität in Madrid mit dem einer Arbeit, die den Titel „Das zufällige Ereignis im Schuldrecht“ trug. Hervorragende Noten ermöglichten ihm den Zugang zu einem Stipendium der Stiftung für vertiefte Studien, mit dem er 1921 und 1922 zur Vervollständigung seiner Ausbildung nach Deutschland ging und sich umfangreiche Kenntnisse des Deutschen aneignete. An der Universität Freiburg studierte er besonders beim Romanisten Otto Lenel, im Wintersemester 1921/ 1922 an der Friedrich-Wilhelms-Universität zu Berlin beim Rechtsethiker Rudolf Stammler.
1923 wurde er auf den Lehrstuhl für Römisches Recht an der Universität Salamanca berufen. Dort lebte und arbeitete er bis 1930. Der Staatsstreich von General Primo de Rivera, überraschte ihn an der Universität. Er war ein Freund von Miguel de Unamuno, auch nachdem Unamuno wegen seiner kritischen Haltung zur Militärdiktatur verbannt worden war und in Frankreich im Exil lebte. Ende der 1920er Jahre reiste er ein zweites Mal nach Deutschland, wandte sich vom Kantschen Idealismus ab und dem marxistischen Materialismus zu.
Seine Beschäftigung mit dem Marxismus hinderte ihn nicht daran, bei der wissenschaftlichen Analyse kritisch zu bleiben. Sein Werk bestand besonders in der Übersetzung renommierter juristischer Werke der Wissenschaftskritik, wie etwa der von Rudolf Stammler.

### Cenit-Verlag
Von 1931 bis 1936 war er Direktor des Cenit-Verlags, für den er in der Reihe der Karl-Marx-Bibliothek viele Werke marxistischer Autoren (u. a. Karl Marx, Rosa Luxemburg, Lenin und Trotzki) ins Spanische übersetzte. Der Verlag veröffentlichte, solange er existierte, 200 Bücher in 25 Reihen. Viele Bücher mussten noch übersetzt werden. Neben Wenceslao Roces arbeiteten Andreu Nin, Márgara Villegas, José María Quiroga Plá und César Vallejo an den Übersetzungen.

### Politische Tätigkeit
Das Ende von Diktatur und Monarchie, die Ausrufung der Republik ermöglichten es Roces, politische Aktivitäten zu beginnen. Als Mitglied der Kommunistischen Partei Spaniens beteiligte er sich an der Konstituierung der PCE in Madrid und trat der Antifaschistischen Front, der Union proletarischer Schriftsteller und Künstler und Socorro Rojo Internacional (Internationale Rote Hilfe) bei, während seine Übersetzung des Manifests der Kommunistischen Partei erschien.

### Asturischer Bergarbeiterstreik von 1934, Gefängnis und zeitweiliges Exil in Moskau
Der Asturische Bergarbeiterstreik von 1934 führte ihn nach Asturien. Wegen seiner Parteinahme für die kämpfenden Bergleute wurde ihm der Prozess gemacht. Er verbrachte fast ein Jahr im Gefängnis, wurde dann entlassen.
Bedroht von einem weiteren Prozess, ging er in die Sowjetunion nach Moskau ins Exil. Dort hatte man ihm eine Arbeit als Herausgeber politischer Bücher für Spanien, genannt „Ediciones en lengua española (Ausgaben in spanischer Sprache)“ angeboten. Er arbeitete dort mit einem kleinen Kreis von Mitarbeitern wie Irene Falcón zusammen. Allerdings blieb er nicht einmal ein Jahr, weil er mit den Arbeitsbedingungen unzufrieden war. Immer wieder mischten sich Kontrolleure im Auftrag der Kommunistischen Internationale in die Übersetzungen ein und belegten z. B. die Frühschriften von Marx und Engels mit Zensur. Nach dem Sieg der Volksfront im Februar 1936 kehrte er nach Spanien zurück.

### Bildung, Wissenschaften und Kultur während des Bürgerkriegs

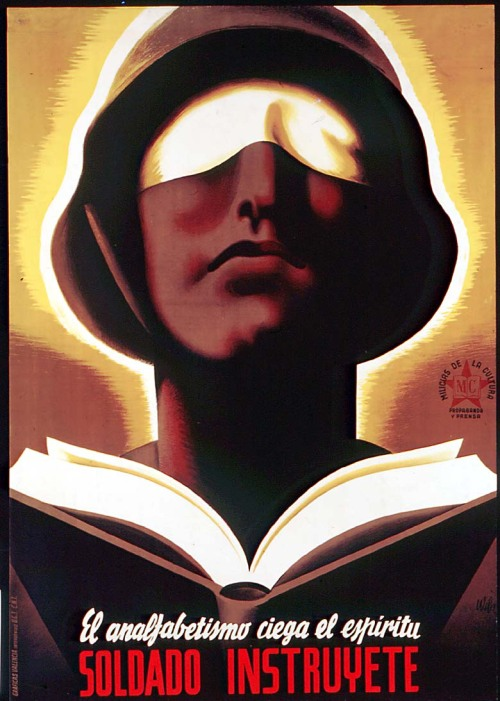
„Der Analphabetismus macht blind. Soldat, bilde Dich.“

Kurz nach Ausbruch des Bürgerkriegs wurde Roces am 10. September 1936 zum Staatssekretär des Ministeriums für öffentliche Bildung und Künste (Ministerio de Instrucción Pública y Bellas Artes) im Kabinett von Francisco Largo Caballero ernannt. Der Minister Jesús Hernández war einer von zwei Kommunisten in der Regierung. Die Regierung stellte sich in ihrer Bildungspolitik ganz in die Tradition der Reformpolitik der ersten zwei Jahre (1931-1933) der Republik. Die Arbeit von Roces in diesem Bereich war durch die Kriegsfolgen für die Bevölkerung von grundlegender Bedeutung, da er den Kampf gegen den Analphabetismus sowohl bei Kindern als auch bei Erwachsenen förderte. Allein in Madrid waren im September 1936 ca. 70.000 Kinder und Jugendliche ohne Schulgebäude. Roces setzte sich in dieser Zeit immer wieder für die dringend benötigten Schulgebäude, die geordnete Ausbildung des Lehrpersonals, für Kindergärten und für die Schulspeisung der Kinder ein. Neu war das Ziel, Sekundarschulen für Arbeiter zu schaffen, an denen nach zwei Jahren auch das Abitur abgelegt werden konnte. Dabei lagen die inhaltlichen Schwerpunkte auf Mathematik, Naturwissenschaften, Sprache und Literatur und Französisch als Fremdsprache. Schulen dieses Typs wurden in Valencia (31. Januar 1937), Sabadell (Februar 1937), Barcelona (Mai 1937) und Madrid (Mai 1937) gegründet. Diese Schulen standen für eine »arbeiterfreundliche« Prägung der Bildung, wie es Roces bei seiner Amtsübernahme formulierte. Auch das Prado-Museums und die Spanischen Nationalbibliothek gehörten zu seinem Aufgabenbereich. Mit Wirkung vom 9. April 1938 wurde mit der Umgestaltung der Regierung durch Negrín auch der Staatssekretär Roces entlassen.
Am Ende des Krieges ging er ins Exil, diesmal nach Lateinamerika.

### Vorwürfe zu seiner Amtsführung
Es gibt zwei Ereignisse, die den Ruf von Roces eintrüben:
- Die Münzen vom Prado: Nach einer Untersuchung von Martin Almagro-Gorbea[11] soll er im Auftrag der republikanischen Regierung an der Beschlagnahme von Goldmünzen zum Zwecke der Bezahlung von dringend benötigten Rüstungsgütern zur Verteidigung der Republik beteiligt gewesen sein.
- Propaganda im Dienste des NKVD: Ein Buch[12] über die POUM erschien in Frankreich zur gleichen Zeit, als Andreu Nin, enger Mitarbeiter von Leo Trotzki, verhaftet, entführt und am Ende ermordet wurde. Im Buch wurde gefordert, kurzen Prozess mit den POUM-Leuten zu machen. Manipulierte Beweise wurden zusammengetragen, um die politischen Verbrechen der trotzkistischen POUM zu zeigen, erstellt von NKVD-Mitarbeitern und willigen Helfern in Spanien. Beim Namen des Verfassers des Buches handelt es sich um ein Pseudonym, hinter dem sich, soweit sich bislang ermitteln ließ, drei Quellen verbergen, die zu dieser Veröffentlichung beigetragen haben. Dass auch Wenceslao Roces scheinbar zu den Verfassern gehörte, kann mit einiger Sicherheit behauptet werden, so Paul Preston.[12]

### Exil in Mexiko
Nach kurzen Aufenthalten an den Universitäten von Santiago de Chile und Havanna traf er 1941 als politischer Flüchtling in Mexiko ein. Anfänglich begann er für den Verlag Fondo de Cultura Económica an der Übersetzung verschiedener juristischer und historischer Texte zu arbeiten. 1948 wurde er zum Professor für Römisches Recht an der Nationalen Autonomen Universität Mexiko ernannt. 1954 übernahm er auch die Stelle eines Professors für die Geschichte Griechenlands an der Fakultät für Philosophie und Literatur. 1965 erhielt er die Stelle zur Ausbildung der Hochschullehrer für Römisches Recht an der UNAM. Seine Emeritierung erfolgte 1969.

### Zeitweilige Rückkehr

Zusammensetzung des konstituierenden Senats nach den Wahlen von 1977

Während der politischen Übergangs kehrte er 1977 nach der Legalisierung der Kommunistischen Partei nach Spanien zurück. Bei den Wahlen 1977 wurde er im Rahmen einer gemeinsamen Kandidatur mit Christdemokraten, Sozialdemokraten und Liberalen auf einer gemeinsamen Liste Demokratischer Senat (Senado Democrático) als einziger Kommunist in Asturien zum Senator gewählt. Sein fortgeschrittenes Alter und die daraus resultierenden Schwierigkeiten, sich voll und ganz der politischen Tätigkeit zu widmen, führten jedoch dazu, dass er einige Monate später sein Amt niederlegte. Anschließend kehrte er nach Mexiko zurück, wo er 1992 starb.

## Übersetzte Autoren
Von seiner umfangreichen Arbeit als Übersetzer aus dem Deutschen, Französischen und Russischen (bei zahlreichen Gelegenheiten zusammen mit José Gaos und Eugenio Imaz) sind neben einem Großteil der Texte für die Karl-Marx-Bibliothek seine Übersetzungen hervorzuheben von Autoren wie Ernst Bloch, Ernst Cassirer, Eli Filip Heckscher, Egon Erwin Kisch, Wilhelm von Humboldt, Rudolf Stammler, Georg Wilhelm Friedrich Hegel (er war der erste Übersetzer der Phänomenologie des Geistes), Alexandre Koyré, Fernand Braudel, Jacob Burckhardt, Wilhelm Dilthey, Johann Gustav Droysen, Hermann Duncker, Friedrich Engels, Georg Friederici, Ludwig Friedländer, Oskar Georg Fischbach, Ernst Glaeser, Ferdinand Gregorovius, Johan Huizinga, Werner Jaeger, Hans Kelsen, Theodor Kipp,  Paul Lafargue, Otto Lenel, Vladimir Lenin, Franz Mehring, Adolf Merkel, Theodor Mommsen, Paul Oertmann, Gustav Radbruch, Leopold von Ranke, Erich Maria Remarque, Erwin Rohde, Rudolph Sohm, Philipp Spitta, Josef Stalin, Rudolf Stammler, John Addington Symonds, Wilhelm Szilasi, Leo Trotski, Andreas von Tuhr, Wilhelm Windelband, Clara Zetkin und Stefan Zweig.

## Ehrungen und Auszeichnungen
- Premio Universidad Nacional Autónoma de México de Docencia en Humanidades (1985)
- Orden vom Aztekischen Adler (1980)
- Doctor honoris causa por la UNAM y por la Universidad Michoacana de San Nicolás de Hidalgo.

## Werke (Auswahl)
- Wenceslao Roces: El caso fortuito en el derecho de obligaciones. Promotionsschrift. Verlag Universidad de Central de Madrid, Facultad de Derecho, Madrid 1920.
- Wenceslao Roces: Creación de un Seminario de Estudios Jurídicos en la Universidad de Salamanca. RGLJ, Band 145, 1924, S. 714–717.
- Vorwort von Wenceslao Roces, in: Grigorii Beylj, L. Panteleev: La república de los vagabundos. Cenit-Verlag, Madrid 1930.
- Vorwort von Wenceslao Roces, in: E. Feine: Las sociedades de responsabilidad limitada. Logos-Verlag, Madrid 1930.
- Vorwort von Wenceslao Roces, in: Ferdinand Lasalle: ¿Qué es una Constitución?. Einleitung Franz Mehring. Cenit-Verlag, Madrid 1931.
- Historische Einleitung von Wenceslao Roces, Anmerkungen von D. Riazanof, in: Karl Marx, Friedrich Engels: El manifiesto comunista. Madrid 1932.
- Wenceslao Roces: El camino de la riqueza. Hechos y doctrinas. Cuatro conferencias pronunciadas en la Institución Hispano-Cubana de Cultura, de la Habana. Habana 1941.
- Wenceslao Roces, Veneranda Manzano: La cultura y la sanidad en España bajo el Franquisimo. México 1943.
- Vorwort von Wenceslao Roces, in: Karl Marx: Historia crítica de la teoría de la plusvalía. FCE, México 1945.
- Wenceslao Roces: Algunas consideraciones sobre el vicio del modernismo en la historia antigua. UNAM, México 1951.
- Wenceslao Roces: Necesidad de actualizar la enseñanza del Derecho Romano. Derecho Romano y marxismo. II Congreso interamericano de Derecho Romano. UNAM, México 1972.
- Wenceslao Roces Suárez: Homenaje a Chile y a Pablo Neruda. México 1973.
- Wenceslao Roces: La cultura de nuestro tiempo y los problemas de la Universidad. México 1977.

## Bibliographie
- José María Balcells, José Antonio Pérez Bowie (Hrsg.): El exilio cultural de la Guerra Civil (1936–1939). Universidad de Salamanca, 2001. ISBN 84-7800-960-4.
- Josefina Cuesta Bustillo (Hrsg.): Retornos (de exilios y migraciones). Fundación Francisco Largo Caballero, Madrid 1999, ISBN 84-86716-19-5.